# Valdís Óskarsdóttir
Valdís Óskarsdóttir (Akureyri, 1º gennaio 1950) è una montatrice islandese, vincitrice di numerosi premi tra cui il BAFTA.

## Carriera
Il suo primo lungometraggio è del 1992, Ingaló, del regista islandese Ásdís Thoroddsen.
Si è aggiudicata, sempre nella categoria miglior montaggio, per due volte il Premio Robert (nel 1999 con Festen - Festa in famiglia di Thomas Vinterberg e nel 2000 con Mifune - Dogma 3 di Søren Kragh-Jacobsen e Anders Thomas Jensen), il Premio Edda (nel 2002 per Il mare di Baltasar Kormákur) e l'Arancia d'Oro del Festival del cinema di Antalya (nel 2004 con Yazi Tura di Ugur Yücel).
Il film che le ha valso il maggior numero di riconoscimenti è Se mi lasci ti cancello di Michel Gondry, grazie al quale ha vinto il BAFTA, l'Online Film Critics Society Award ed il San Diego Film Critics Society Award.
Nel 2007 ha lavorato come montatrice per il film di Harmony Korine Mister Lonely.
Nel 2008 ha scritto e diretto (oltreché montato) per la prima volta un proprio film: Country Wedding.
Nel 2010 ha lavorato come regista e scritto il suo secondo film la commedia nera islandese Kóngavegur (King's road)

## Filmografia parziale
- De største helte, regia di Thomas Vinterberg (1996)
- Scoprendo Forrester (Finding Forrester), regia di Gus Van Sant (2000)
- Metalhead (Málmhaus), regia di Ragnar Bragason (2013)
- Kursk, regia di Thomas Vinterberg (2018)
- Una vita in fuga (Flag Day), regia di Sean Penn (2021)